# Aleuroplatus alcocki
Aleuroplatus alcocki là một loài côn trùng cánh nửa trong họ Aleyrodidae, phân họ Aleyrodinae.
Aleuroplatus alcocki được Peal miêu tả khoa học đầu tiên năm 1903.